# 海人族
海人族（かいじんぞく、あまぞく）、海神族（わたつみぞく）は、弥生文化前期の主力を担ったもので、航海、漁労など海上において活動し、4世紀以降は海上輸送で力をつけることとなった集団ならびに氏族である。

## 系統と分布
海人族には様々な仮説があるが、研究は進んでいないことから明確ではない。

### 朝鮮南部海岸の海人系
朝鮮南部海岸には多くの加羅国式の船の残骸や青銅器が発掘されていて、巨大な勢力の海賊が存在したと推測されている。文献に記録されていないが、朝鮮南部海岸で漁業をしていた人々が勢力化し、海賊集団が結成され日本列島に渡ってきた可能性があるという。

### インドネシア系
黒潮に乗って縄文時代に日本列島に渡ってきた南島系の種族の可能性がある。日本列島では沖縄県・鹿児島県・宮崎県・和歌山県南部・三重県・愛知県・静岡県南西部などに数多く住んでいたと推測されている。

### インド・チャイニーズ系
中国南部の閩越地方の漂海民に起源を持ち、東シナ海を北上、山東半島、遼東半島、朝鮮半島西海岸を経由し、玄界灘に達したと推定される。

### 越族近縁説
宝賀寿男は、安曇氏、和邇氏、尾張氏、三輪君系（賀茂氏、諏訪氏、守矢氏、宗像氏、上毛野氏、下毛野氏など）に代表される地祇系の氏族であり、中国の江南沿海部の原住地から紀元前に日本列島に到来した種族であるとする説を提唱した。
また、百越と日本語はオーストロアジア語族の言語との類似性が指摘されており、百越がハプログループO1b系統に属していたとする見解がある。主として筑前・肥前の沿岸地域に居住し、水稲耕作農業を行い青銅器を使用し、倭国の弥生文化前期の主力を担ったものであり、航海・漁労に優れた能力をもつ人々と推測される。

## 氏族
海人族に属すと考えられる氏族としては安曇氏、海犬養氏、宗像氏などが代表的である。ほかに海部氏（籠神社宮司家）や津守氏、和珥氏も元は海人族であったとする説がある。